# 莫哈末阿班迪阿里
丹斯里（1950年2月11日—）前任马来西亚总检察长、前联邦法院大法官。阿班迪由时任马来西亚首相纳吉·阿都拉萨于2015年7月提名委任，取代被解雇的前任总检察长阿都干尼·巴代。接掌总检察署不久后，他于2016年1月26日宣告首相纳吉在“捐款案”与“SRC案”都没有犯法，不过，其说法引起了各方的非议。
2018年5月14日，新任首相马哈迪·莫哈末宣布阿班迪即日起告假。6月5日，国家王宫庶务主管旺阿末达兰（Wan Ahmad Dahlan Ab Aziz）发文告称国家元首苏丹莫哈末五世根据联邦宪法第145（1）条文规定，在马哈迪建议下终止阿班迪职务，并任命汤米·汤姆斯为新任总检察长。
他也是纳吉被控涉及SRC洗钱案的第14名辩方证人。

## 争议

### 一马公司丑闻案

#### 宣称纳吉清白
阿班迪由时任马来西亚首相纳吉·阿都拉萨于2015年7月提名委任，取代被解雇的前任总检察长阿都干尼·巴代，虽然《马新社》报导阿都干尼是因为健康原因而辞职，但很多推测认为他是因为有关一个马来西亚发展有限公司丑闻（1MDB）贪腐调查被解雇。
2016年1月26日，阿班迪召开记者会宣布“26亿令吉捐款事件”及2份“SRC国际有限公司”的调查已结案，时任首相纳吉·阿都拉萨没有涉及任何刑事犯罪行为。阿班迪称，纳吉接获的26亿令吉捐款，来自沙特阿拉伯王室，他还说纳吉只用了一小部分献金，即退还余下的巨款。

##### 宣布后各方反应
- 马来西亚反贪污委员会特别小组成员兼行动检讨小组成员林志伟告诉《当今大马》，只要阿班迪不认同任何执法单位的建议，就有法律义务向公众详尽解释，包括为何未按反贪会建议提控纳吉[10]。
- 因发表一马公司相关言论遭纳吉起诉的马华公会前总会长林良实批评阿班迪愚弄人民。他说：“几天前，我和一个前部长吃饭，他问哪会有一个人收到了26亿令吉，还会把钱还回给对方的？我当时的回答是这不可能是真的，难道你会相信吗？这只是在愚弄人们。”[11]
- 马来西亚律师公会通过动议，要求阿班迪下台，理由是阿班迪下令反贪会停止调查纳吉的案件，当中存在利益冲突[12][13]。
- 前巫统峇都加湾区部副主席凯鲁丁·阿末·哈山在接受媒体采访时，辱骂阿班迪拒绝检控一马公司丑闻是「废材」（haprak）的表现，并要求阿班迪为此辞职[14]。
- 美国司法部的调查显示，26亿令吉其实是来自Tanore金融机构，间接地驳斥了阿班迪的沙特阿拉伯王室捐款论调[15]。

#### 批评美国司法部调查
2017年6月16日，美国司法部宣布展开新一波的司法行动，包括充公被指源自1MDB公司的5亿4000万美元（约23亿令吉）的资产。对此阿班迪坚持认为，1MDB没有发生资金挪用，并批评美国司法部对首相纳吉“含沙射影”。
2017年6月20日，民主行动党甘榜东姑区州议员刘永山向反贪污委员会呈交备忘录，要求调查阿班迪在调查一马公司案时，是否出现越权或利益冲突。他说，美国司法部对1MDB展开次轮充公资产行动的新闻一出，总检察署短短5小时内就在清晨发布澄清文告，让人怀疑总检察署的做法，是否成为相关民事诉讼案中涉及人物的“辩护律师”。
2017年6月23日，律师公会主席佐治瓦基斯（George Varughese）呼吁，阿班迪应寻求美国司法部协助，重新开档再查一马公司案。然而阿班迪接受《自由今日大马》电访时，形容律师公会的说法乃“无稽之谈”。

#### 2018年大选后
2018年5月11日，新任首相马哈迪·莫哈末点名批评阿班迪隐藏一马案犯罪证据，不但自毁信誉而且违法。他表示：“我们须看谁是现任总检察长。总检察长自毁诚信。”“实际上，他隐藏犯罪证据，这违反法律。”同日，警方封锁阿班迪位于布城的办公室。
2018年5月14日，马哈迪宣布，阿班迪将从当天起休假，移民厅同时将他列入禁止出境的黑名单，之后民主行动党依斯干达公主城国会议员林吉祥曾多次督促其辞职。5月15日，反贪会特别小组成员林志伟接受《路透社》访问时透露，曾向阿班迪出示一马公司在2015年杪，将一笔4200万令吉公款转入纳吉私人户头的证据，惟阿班迪却拒绝深入调查此案。
2018年6月5日，国家元首苏丹莫哈末五世在马哈迪的劝告下，同意根据联邦宪法第145 (1)条文委任汤米·汤姆斯为新任总检察长。对于阿班迪是否会受到调查，内政部长慕尤丁表示，若有人举报阿班迪，他们就会展开调查。7月3日，曾被阿班迪宣告无罪的前首相纳吉因一马公司丑闻在家中遭反贪会逮捕。
2018年7月10日，瑞士律政司长劳伯（Michael Lauber）访问马来西亚时透露，阿班迪在任期间，拒绝配合瑞士的调查。劳伯表示，瑞士律政司长办公室曾两度向前朝马来西亚总检察署，提出相互法律援助要求，以调查一马公司案，但总检察署却拒绝这项要求。不过，阿班迪接受《当今大马》访问时否认指控，声称乃是基于法律原因而没答应瑞士方面的要求。
2019年6月2日，民主行动党甲洞国会议员林立迎向警方报案，要求警方及其他执法单位调查阿班迪是否涉嫌掩盖一马公司案。6月3日，全国总警长阿都哈密·巴多尔证实，将就此投报开档调查。
2019年12月9日，纳吉辩护律师旺艾祖丁（Wan Aizuddin Wan Mohammed）告诉法庭，辩方将传召阿班迪供证。此前辩方申请把阿班迪于2016年的媒体声明列为证据，遭控方大力反对。由于控辩双方无法达成共识，辩方于是透露，准备传召阿班迪上庭。
2020年3月9日，阿班迪作为纳吉被控挪用SRC公司4200万令吉资金案件的证人，接受首席辩方律师沙菲宜阿都拉的盘问时表示，自己没有帮助纳吉掩盖罪行。阿班迪在供证时解释，自己在任总检察长时，于2016年1月18日所发出的文告，是为了告知公众有关一马公司案件调查的进展，因为当时案件涉及时任首相纳吉。他补充，在同年1月26日发出的文告，与第一份文告有关，同时提到26亿令吉，该份文告也表明纳吉没有涉及1MDB事件和SRC国际公司事件的任何不当行为。
2020年3月10日，前反贪污委员会首席专员祖基菲里以辩方证人身份在纳吉SRC案件供证时声称，阿班迪在任总检察长时，宣布纳吉无罪因反贪会根本无法证明SRC国际公司的4200万令吉资金是在纳吉本人知情的状况下流入其户头。
2021年4月5日，阿班迪在起诉林吉祥诽谤的庭上透露，他还在任总检长时，一马发展公司（1MDB）案和SRC案从未结案，而是被归类为“没有进一步行动”（No Further Action；简称NFA）。阿班迪也说，他从未说过纳吉在1MDB和SRC案是清白的，而是只说明26亿令吉捐款案未涉及犯法行为。
2021年4月15日，纳吉的SRC国际公司上诉案续审，主控官希淡峇兰副检察司指出，阿班迪在2016年发表纳吉无罪声明的举动，让人质疑阿班迪的诚信度。希淡峇兰在上诉庭陈词时表示，作为第14名辩方证人的阿班迪，如何确认其在2016年1月26日举行的新闻发布会上，为纳吉免除罪名而持有的两个流程图，与案件审讯期间呈堂的流程图相同。他说，阿班迪持有的流程图清楚表明，汇入纳吉银行帐户的资金是来自SRC国际公司，并不是纳吉在辩护中所声称的沙地王室捐款。
2021年12月8日，上诉庭驳回纳吉针对SRC国际公司案的上诉，并维持吉隆坡高庭的原判。根据上诉庭发布的317页完整判决书，阿班迪于2016年召开记者会时出示的两张图表，清楚显示流入纳吉私人户银行账户的资金来自SRC国际公司，并非辩方声称的来自沙特阿拉伯王室捐款。
2022年7月16日，《The Edge》引述不具名消息人士报道，涉及一马公司丑闻潜逃的富商刘特佐曾通过阿班迪试图和马来西亚政府寻求和解，并提出15亿令吉的献议，以撤消针对他的所有控罪。总检察长依德鲁斯·哈伦证实，刘特佐早在年头曾试图解决他所涉及的1MDB弊案，但总检察署已一一拒绝相关要求。阿班迪随后也发声明证实，刘特佐的代表曾找上他要求协助安排与总检察长进行会面，以讨论刘特佐归还据称从一马公司挪用的资金。
阿班迪坦承协助刘特佐安排其代表会晤总检察署一事引起巨大争议。民主行动党法律局主任蓝卡巴星认为，任何企图使用一笔钱来解决刘特佐的刑事案件，都有可能是一种贿赂行为，并称协助安排刘特佐代表与总检察署谈判的阿班迪必须交代，因此事涉及公众利益。前首相马哈迪·莫哈末指政府必须调查阿班迪是否因与刘特佐的关系，而在任期内决定先为1MDB案件洗白。
2022年7月22日，法官阿芝玛（Azimah Omar）针对阿班迪起诉林吉祥诽谤被驳回的诉讼发布厚达100页的判决书。判决书中批评阿班迪撒谎、含糊其辞和自相矛盾，更质疑阿班迪对前首相纳吉有关26亿门的说法。法官表示，纳吉的26亿捐款门是诽谤案件的核心，攸关诉讼成败，并不是很难理解的事情，然而，阿班迪在面对林吉祥律师交叉盘问时自相矛盾，无法合理说明在2016年何以接受捐款论进而认定纳吉无罪。法官说：“如果起诉人以为上庭可以不必坦白，不必充分准备好来合理化他的决定，即采信纳吉收取的26亿令吉是捐款的论述而为纳吉开脱，那么他就是大错特错。”
2022年7月27日，民主行动党巴生区国会议员查尔斯圣地亚哥就此前高庭发布阿班迪诽谤诉讼的完整判词前往巴生南区警区总部报案，要求警方针对阿班迪任职时，在SRC舞弊案中是否涉嫌滥权，有意停查此案以致纳吉获释。他对记者说，当时，法庭虽有建议，成立特别调查组来全面查明此案；惟阿班迪却没有这么做，反而下令把此事列为“KUS/NFA”（不采取进一步行动）。查尔斯认为阿班迪此举或涉捏造信息和撒谎，疑滥用国家主要法律顾问权，也抵触刑事法典第192（制造伪证）条文，并可在第193（伪证刑罚）条文下被惩处。
2022年7月28日，警队秘书诺霞（Noorsiah Mohd Saaduddin）证实援引《刑事法典》第217（公务员违抗法律指示，蓄意保护某人免受制裁）条文开档调查阿班迪，以查明是否曾滥权渎职协助纳吉在一马公司和SRC公司贪腐案中脱罪。
2022年8月1日，警方证实已向阿班迪录取口供，以协助调查1MDB案件中滥权的指控。
2022年8月23日，前首相马哈迪·莫哈末透过文告指出，阿班迪起诉林吉祥诽谤诉讼的书面判词，显示前者是一个骗子、无法履行总检察长职务且因涉嫌一马案件丑闻而应受调查。他说，审理案件的高庭法官阿芝玛奥马在判词中，质问阿班迪何以企图掩盖一马案件和维护纳吉，以及谢绝瑞士和美国针对此案件所提供的法律援助申请。马哈迪说，他也对总检察长依德鲁斯·哈伦同意以和解方式，解决阿班迪起诉他和政府的诉讼感到失望，因为阿班迪已无法履行总检察长职务，且涉及一马案件丑闻。
2024年6月23日，曾在2015年多次举报一马丑闻的前巫统领袖凯鲁丁呼吁警方和反贪会，重新调查阿班迪是否在一马公司案涉刑事罪。他在文告中表示，法庭已判纳吉罪成入狱，不解为何没有提控阿班迪。凯鲁丁指控，阿班迪涉嫌同谋，并滥权企图掩盖一马公司丑闻。
2024年10月26日，阿班迪向《光芒日报》形容，纳吉就1MDB弊案公开道歉是“不明智”的行为。他指出，纳吉道歉对其案件的审讯并没有帮助，并提到：“我只能说，这样的忏悔并不是明智之举。”“法庭将根据审讯期间提出的事实作出决定，不会受到外界影响。”

### 撤控养牛案争议
2015年11月24日，在轰动一时的“公寓养牛案”中面对两项涉及4970万令吉的刑事失信控状，以及两项扺触公司法令控状的国家养牛中心执行主席莫哈末沙烈成功撤销控罪，因而当庭获释。尽管法官没有说明原因，不过，沙烈曾于该年9月致函阿班迪要求撤消其所面对失信罪控罪，而案件检察官赛费沙之前向法庭表示，阿班迪同意撤消沙烈所有控罪。民主行动党古来国会议员张念群狠批阿班迪撤控的决定，称此举乃打脸前总检察长阿都干尼·巴代。马华公会青年团法律局主任吴健南也指责阿班迪一再滥用本身的刑事提控权，形同违背国民的委托。吴健南同时呼吁阿班迪在避免利益冲突的情况下，理应退出针对一个马来西亚发展有限公司丑闻（1MDB）和首相纳吉·阿都拉萨个人存款的调查工作。

### 与部长共舞影片引热议
2016年9月2日，前首相马哈迪·莫哈末的律师哈尼夫（Haniff Khatri）在面子书上载一支视频，并声称从中可见，阿班迪与数名内阁部长欢乐共舞。哈尼夫对此批评阿班迪与部长们跳舞，将让人担心阿班迪无法良好执行总检察长的职务，特别是涉及首相纳吉·阿都拉萨或任何部长的案件。他说，正当政府卷入一个马来西亚发展有限公司丑闻（1MDB）的当儿，阿班迪与部长们跳舞，显得十分不恰当。
前巫统峇都加湾区部副主席凯鲁丁向总检察署呈备忘录，要求阿班迪在24小时内引咎辞职。

### 缺席2017年法律年大会开幕仪式
阿班迪缺席于2017年1月13日的2017年法律年大会开幕仪式，其讲词由第二律政司朝雅（Zauyah Be T Loth Khan）代读。《星洲日报》评论称：“阿班迪缺席如此重要场合，是不给司法宫和律师公会面子。”“这并非小题大作，因为作为政府的首席法律顾问，他理应和司法宫、律师公会组成司法界铁三角，大家紧密配合，捍卫司法独立，如今却开了一个缺席先例，让外界留下不好印象。”“前总检察长阿都干尼·巴代向来与媒体保持距离，但他担任该职逾10年期间，印象中不曾有缺席法律年大会的记录。”

### 替印尼通缉犯当说客指控
2020年7月22日，印尼前总检察长普拉史蒂奥在电视节目爆料指控阿班迪在担任总检察长任内替印尼通缉犯曾国辉当说客，甚至试图帮他摆平挪用公款罪的判刑。《当今大马》联系阿班迪以寻求回应这项来自印尼的指控时，他只答说：“我不予置评，我拒绝置评。”

## 法律诉讼

### 《当今大马》诽谤案
2016年7月，阿班迪不满《当今大马》在其《KiniTV》网站上载两则马来语与英语的前巫统峇都加湾区部副主席凯鲁丁·阿末·哈山辱骂他拒绝检控一个马来西亚发展有限公司丑闻（1MDB）是「废材」（haprak）的表现，并要求为此辞职的新闻短片，亲自向马来西亚通信与多媒体委员会举报该短片使用不当字眼，要求《KiniTV》撤下这两支短片。但《当今大马》总编辑颜重庆以基于媒体职责和报导攸关公众利益的课题为由，拒绝撤下两支短片，之后被大马通讯及多媒体委员会突击搜查《当今大马》办公室取走两台电脑，以调查有关新闻短片。之后在11月18日，阿班迪以总检察署的身份，正式起诉《KiniTV》、《当今大马》总编辑颜重庆和总執行長詹德兰（Premesh Chandran）触犯《1998年通讯与多媒体法令》第233条破坏与冒犯他人形象条文。人权组织对此批评此案是严重侵犯新闻自由。《当今大马》律师团也入禀法庭挑战上述提控，认为政府援引控状违宪，且侵犯互联网的言论自由。最终于2018年9月20日，总检察署撤销罪状，吉隆坡地庭宣判《当今大马》和《KiniTV》两名董事颜重庆和詹德兰无罪释放。

### 非法逮捕凯鲁丁案
2018年5月4日，前巫统峇都加湾区部副主席凯鲁丁·阿末·哈山兴讼，将阿班迪和前警察总长卡立等8造列为答辩人。他声称，当局于2015年9月18日援引刑事法典第124C条文逮捕他，以及在同年9月23日获释后，他却在2012年国家安全罪行（特别措施）法令下，重新被捕。凯鲁丁指出，他过后被指抵触刑事法典第124L条文，在推事庭面对破坏国家银行与金融服务的控罪，但他在被控前是遭扣留。
2022年8月24日，凯鲁丁在提告阿班迪等8造7年前非法逮捕他的诉讼胜诉，获赔30万令吉。

### 林吉祥诽谤案
2019年7月5日，阿班迪入禀法庭起诉民主行动党依斯干达公主城国会议员林吉祥诽谤。阿班迪在诉状中指，林吉祥在2019年5月6日撰写并在网媒《当今大马》发表了一篇题为《认为大马正在通往正直之路的危险谬误》（Dangerous fallacy to think Malaysia’s on the road to integrity）的文章，他声称，该文章中含有诽谤言论，指他卷入了犯罪活动，并协助一个马来西亚发展有限公司丑闻（1MDB），是一个没有道德和正直的人，并且在担任总检察长时没有道德操守和滥权。阿班迪索求1000万令吉的普通赔偿、惩诫性赔偿、堂费，以及法庭认为适当的赔偿；同时要求发出禁令以阻止林吉祥或其代理人继续发布或出版该文章。
2022年5月23日，高庭驳回阿班迪起诉林吉祥诽谤的诉讼，并谕令他必须向林吉祥支付8万令吉赔偿金。阿班迪随后入禀上诉庭针对判决提出上诉。

2022年7月22日，高庭法官阿芝玛奥马（Azimah Omar）发布厚达100页的书面判决指出，阿班迪为起诉林吉祥诽谤的诉讼作证时，显得不感兴趣，有时甚至自相矛盾。法官在裁决书中指出，最有说服力和最能说明问题的证据证明，阿班迪公开表现出对基本法治，甚至常识不感兴趣和漠不关心。法官说，法庭是在阿班迪被林吉祥律师质疑为前首相纳吉·阿都拉萨，接受沙地阿拉伯王室逾26亿令吉捐款开脱时，发现这一点。
|  | 本法庭被迫对起诉人自相矛盾的证词、回避和完全不实之词的卑鄙程度，表示不屑。 |

|                  | 当被问及新闻声明指代表团已飞往利雅得亲自会见所谓的捐献者时，阿班迪的证词出现矛盾，即代表团没有与捐献者见面或交谈。 阿班迪供证时说‘沙地王子拒绝与任何人见面。在阿班迪的证词中很明确，这是自相矛盾。 |
| ——法官阿芝玛奥马 | |

2023年11月2日，以法官哈德利亚（Hadhariah Syed Ismail）为首的上诉庭三司一致驳回阿班迪的上诉，并谕令他向林吉祥支付10万令吉的堂费。法官在宣读判词时说，1MDB丑闻非常严重，而作为一名国会议员，林吉祥有责任为选民提出有关公共利益的问题，尤其是涉及纳吉的公共资金案件。此外上诉庭也同意高庭法官对阿班迪可信度所得出的结论，即阿班迪拒绝提供或获得外国司法协助来调查1MDB丑闻，因他本身相信纳吉没有犯下任何罪行。法庭因此认为，阿班迪滥用了其作为总检察长的地位。
2024年5月14日，以联邦法院首席大法官东姑麦润为首的三司一致驳回阿班迪的上诉准令申请，并谕令阿班迪向林吉祥支付3万令吉的堂费。前首相马哈迪·莫哈末对此表示这证明了本身于2018年开除阿班迪是一项正确的决定。

### 起诉马哈迪非法革除案
2020年10月13日，阿班迪针对自己于2018年被革职的事件兴讼，列前首相马哈迪·莫哈末及马来西亚政府为第一及第二答辩人，要求法庭宣判马哈迪革除他是不合法行为。法庭之后定于11月13日进行案件管理。11月12日，马哈迪和马来西亚政府在入禀的抗辩书中强调，他们在2018年终止阿班迪的服务合约是合法之举，以及依循法律条款，因此要求法庭撤销阿班迪向他们所提出的诉讼。12月3日，阿班迪在诉讼书中指出，他之所以被革职，是因为马哈迪对他存有憎恨和负面看法，阿班迪说：“原告（阿班迪）会抗辩并提出证据，证明第一答辩人（马哈迪）对原告已存有憎恨和负面看法，因此无论如何，都要革除原告的总检察长职。”“也因为答辩人下了决心，所以革除原告是违宪且非法的。”12月11日，阿班迪申请取得他遭革除职务的相关文件。
2021年7月6日，吉隆坡高庭劝告双方寻求和解，以解决这起诉讼。9月29日，此诉讼在有关各造未能通过调解方式和解，审讯将继续进行。2022年4月13日，双方达至庭外和解。
2022年5月6日，马哈迪欲对阿班迪与政府的和解协议上诉，并表示巨额赔款作法不符合法治。他发文告表示，无法认同赔偿巨额款项予未履行职责的阿班迪，更坚持自己终止阿班迪职务的行为合法，表示已做好准备对和解一事上诉。马哈迪也提及，对和解条款保密一事感到震惊，作为关键证人，自己也不晓得和解协议内容。隔日，总检察长依德鲁斯·哈伦向《马新社》说，他已知会马哈迪有关庭外和解条款，依德鲁斯说，在达成和解后，阿班迪已撤回他提告马哈迪和政府终止其服务的诉讼。

## 轶事
阿班迪在2016年1月宣布纳吉清白无罪后，不久就被揭发获委为朝圣基金局（Tabung Haji）董事，一直到2018年马来西亚大选后的同年6月4日才辞去董事职。